# Довбиський порцеляновий завод
Довбиський порцеляновий завод — підприємство порцеляно-фаянсової промисловості, розташоване в смт Довбиш Житомирської області.

## Історія

### За часів Російської Імперії.
Порцеляновий завод в Курненській волості Новоград-Волинського повіту Волинської губернії був заснований в 1823 році польським поміщиком Пшебельським, від 1840-х років він став відомим.
У 1844 році річний обіг склав 7 000 руб., на  заводі працювало 14 робітників.
У к.50-х р.р. ХІХ ст. порцелянове виробництво належало графу Іллінському, річний об'єм виробництва доходив до 600 000 шт.
У 1884 році підприємство належало землевласнику А.Петерсу, після 1903 року і щонайменше до 1913 р.- Роберту Клімовському, орендатор - Аполін Пшибильський. У цей час найбільше вироблялось чайних сервізів. Річний обсяг виробництва складав у 1913 році 31 000 руб., на заводі працювало 48 робітників. 

### Радянський період
Під час Радянсько-української війни завод зазнав руйнувань. У 1922 році підприємство було націоналізовано та разом із іншими підприємствами скляної й порцеляно-фаянсової промисловості передано під управління Головного комітету скляно-порцелянової промисловості ВСНГ, відновлено і у 1925 році відновило роботу.
В ході індустріалізації СРСР підприємство було реконструйоване й розширене, після чого отримало нову назву: Порцеляновий завод імені Фелікса Кона. До 1936 року на клеймах  було відображено також тогочасну назву міста - Мархлевськ. Після ліківдації Польського національного району і перейменування міста на Щорськ на клеймах залишилась тільки назва заводу.
В ході бойових дій Другої світової війни й німецької окупації завод було зруйновано, але після закінчення війни у відповідності до четвертого п'ятирічного плану відновлення і розвитку народного господарства СРСР був відновлений і знову введений до ладу під назвою Довбиський порцеляновий завод.
У 1952 році почався новий етап реконструкції підприємства, в результаті якої виробничі процеси були автоматизовані, печі перебудовані, дерев'яні міжповерхові перекриття замінені на залізобетонні.
11 листопада 1973 року завод був нагороджений орденом Трудового Червоного Прапора. У цей час  на заводі було освоєно нову технологію виробництва посуду з рівномірним кобальтовим покриттям, саме кобальтовий посуд складав до 40% виробництва.На підприємстві працювали скульптори та художники А.И. Ярош, Н.В. Коломиец, Лугалько, В.И. Климко.
В червні 1988 року Рада міністрів УРСР затвердила план технічного переоснащення підприємств легкої промисловості УРСР, відповідно до якого у 1991 - 1992 роках планувалося провести реконструкцію цеху обпалювання порцелянових виробів Довбиського порцелянового заводу зі збільшенням виробничих потужностей. Загальний обсяг капітальних інвестицій мав становити 1,2 млн. карбованців, але ця програма не була завершена.
У радянський час чисельність працівників заводу становила 1500 осіб.

### Після відновлення незалежності
Після здобуття Україною незалежності державне підприємство було перетворено на колективне, а потім - на товариство з обмеженою відповідальністю.
Вступ України до СОТ в травні 2008 року (з наступним збільшенням імпорту до країни готових порцелянових виробів) й економічна криза, яка розпочалася в 2008 році ускладнили діяльність українських виробників порцеляни.
До 2013 року в Україні залишилося три діючих порцелянових заводи (Довбиський, Дружківський і Сумський). 20 травня 2013 року за результатами розгляду їх спільного звернення Міжвідомча комісія з міжнародної торгівлі України ухвалила рішення щодо проведення спеціального розслідування відносно імпорту до України порцелянового посуду. За результатами розслідування ММРТ, 23 квітня 2014 року уряд України встановив спеціальне мито в розмірі 35,6% на імпорт до країни посуду, столового й кухонного приладдя з порцеляни незалежно від країни походження. В травні 2017 року мито було скасоване.
В 2016 році завод почав експортувати щебінь. Станом на листопад 2016 року завод залишався головним бюджетоутворюючим підприємством Довбиша, але чисельність працівників скоротилася до 50 осіб.